# Enrico Andreoli
Enrico Andreoli (* 22. Mai 1921; † 6. November 2000) war ein Politiker des Partito Socialista Sammarinese (PSS) aus San Marino, der unter anderem drei Mal Capitano Reggente (1956, 1974–1975, 1978) war.

## Leben
Enrico Andreoli wurde für die Sozialistische Partei PSS (Partito Socialista Sammarinese) am 14. August 1955 erstmals Mitglied des Großen und Allgemeinen Rates (Consiglio Grande e Generale) und gehörte dieser in der 15. und 16. Legislaturperiode an, wobei er 1960 mit neun weiteren Abgeordneten ausgeschlossen wurde. Gemeinsam mit Mario Nanni war er vom 1. April bis zum 1. Oktober 1956 erstmals Capitano Reggente und damit einer der beiden kollegial amtierenden gleichberechtigten Staatsoberhäupter von San Marino.
Am 13. September 1964 wurde er abermals Mitglied des Großen und Allgemeinen Rates und gehörte diesem für die PSS nunmehr in der 17., 18. und 19. Legislaturperiode bis zum 28. Mai 1978 an. Er war mit Francesco Valli zwischen dem 1. Oktober 1974 und dem 1. April 1975 zum zweiten Mal sowie vom 1. April bis zum 1. Oktober 1978 zum dritten Mal Capitano Regente.

## Hintergrundliteratur
- Domenico Gasperoni: I Governi di San Marino. Storia e personaggi, AIEP Editore, Serravalle 2015, ISBN 978-88-6086-118-4.